# Julius Yego
Julius Yego (* 4. ledna 1989) je keňský atlet, reprezentant v hodu oštěpem, mistr světa z roku 2015.
Na mistrovství Afriky v atletice v roce 2010 skončil na 3. místě a v roce 2012 tento šampionát vyhrál. Zvítězil také na Afrických hrách 2011.
Úspěchem pro něj byla účast ve finálovém závodě na olympijských hrách 2012 v Londýně; zde nepostoupil do užšího finále a byl dvanáctý. Ještě lépe se mu vedlo na Mistrovství světa v atletice 2013, kde o 3 m překonal keňský národní rekord a sahal po bronzové medaili, ale posledním hodem jej přehodil Rus Dmitrij Tarabin a Yego skončil na čtvrtém místě.
Životním úspěchem se pro něj stal titul mistra světa na šampionátu v Pekingu v roce 2015 výkonem 92,72 metru.